# Chazeaux
Chazeaux é uma comuna francesa na região administrativa de Auvérnia-Ródano-Alpes, no departamento de Ardèche. Estende-se por uma área de 4,62 km². Em 2010 a comuna tinha 146 habitantes (densidade: 31,6 hab./km²).